# Niedźwiedzie Skałki (szczyt)
Niedźwiedzie Skałki (niem. Barstein, 657 m n.p.m.) – szczyt w Grzbiecie Wschodnim Gór Kaczawskich, leżący w jego środkowej części. Tworzy wraz z Lubrzą, Skibą i Lisianką (585 m n.p.m.) wyraźnie wyodrębniony i nieco rozczłonkowany masyw. Niedźwiedzie Skałki znajdują się w jego centralnej części, a najwyższa jest Lubrza w południowo-zachodniej części. Lisianka stanowi południowo-wschodnie odgałęzienie.
Niedźwiedzie Skałki zbudowane są ze staropaleozoicznych skał metamorficznych pochodzenia wulkanicznego – zieleńców i łupków zieleńcowych, łupków serycytowych, keratofirów oraz wkładek łupków kwarcowych i lidytów, które są przecięte żyłami permskich skał wulkanicznych – porfirów (ryolitów). Skały na grzbiecie i na wschód od szczytu tworzą niewielkie skałki, noszące nazwę Niedźwiedzie Skałki.
W obrębie masywu znajdują się opuszczone wyrobiska niewielkich kamieniołomów.
Masyw porastają lasy świerkowe z domieszką buka.